# Stephen Flaherty
Stephen Flaherty (18 de septiembre de 1960 en Pittsburgh, Pensilvania) es un compositor estadounidense de obras musicales. Con frecuencia colabora con la letrista Lynn Ahrens, con quien compuso musicales de Broadway como Once on This Island, el cual fue nominado a ocho Premios Tony, Seussical con un Premio Grammy y Ragtime  con doce Premios Tony.
También fue nominado a dos Óscar y dos Globos de Oro por el musical Anastasia.

## Biografía

### Primeros años
Flaherty nació en Pittsburgh y empezó a estudiar piano a los 7 años. A los 12 se interesó por la composición y a los 14 años compuso su primera obra musical. 
Asistió al South Hills Catholic High School de su ciudad natal y posteriormente estudiaría composición en el Conservatorio de Música de la Universidad de Cincinnati donde se graduó en 1982. También estudió música teatral en la Universidad de Nueva York.

### Trayectoria
Mientras estudiaba en la facultad, tocó ragtime como pianista en el grupo local. Esto le serviría en un futuro para la composición del musical Ragtime.
En 1982 se traslada a Nueva York y se une a la compañía teatral BMI Lehman Engel Musical Theater Workshop donde conoció a su colaboradora Lynn Ahrens. Durante ese tiempo estudió en la Universidad de Nueva York, donde coincidiría con profesores como Richard Maltby, Jr. y Arthur Laurents entre otros.[cita requerida] Junto a Ahrens compuso el espectáculo infantil The Emperor's New Clothes en 1985, Lucky Stiff en 1989 y Once on This Island un año después siendo este su primer trabajo de Broadway. En 1992 firmaría con The Walt Disney Company para la composición de Song of the Sea.
Junto a Frank Galati trabajó en Loving Repeating: A Musical of Gertrude Stein, cuya función tuvo lugar el 21 de enero de 2011 en el International City Theatre del Centro de Bellas Artes de Long Beach, California. Esta obra fue estrenada en 2006 en Chicago con la participación de About Face Theatre y el Museo de Arte Contemporáneo.
También compuso para producciones cinematográficas y de conciertos. En 1997 colaboró en Anastasia siendo nominado a dos Óscar y a dos Globos de Oro. De igual manera, trabajó en Bartok el Magnífico. En cuanto a los documentales, compuso la música para After the Storm.
Entre sus obras para concierto, destacan American River Suite con letras de Bill Schermerhorn en 2009 en el Carnegie Hall de Nueva York.
Otras obras compuestas con la colaboración de Ahrens fueron: Little Dancer bajo la dirección de Susan Stroman. También compuso la adaptación musical de Rocky, la cual fue estrenada en octubre de 2012 en Hamburgo y dos años después en Broadway.
En 2015 compuso In Your Arms.

## Premios y distinciones
Premios Óscar
| Año  | Categoría                              | Película  | Resultado |
| ---- | -------------------------------------- | --------- | --------- |
| 1998 | Mejor canción original                 | Anastasia | Nominado  |
| 1998 | Mejor banda sonora - Comedia o musical | Anastasia | Nominado  |